# Théorie historico-culturelle du psychisme

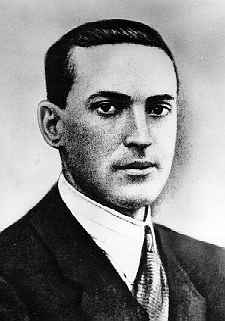
Lev Vygotski, père de la théorie historico-culturelle du psychisme.

La théorie historico-culturelle du psychisme soutient que le psychisme humain n'est pas seulement influencé par les racines biologiques et héréditaires de l'homme, mais aussi et surtout par son insertion au sein d'une société et d'une culture.

## Théorie
Lev Vygotski propose cette théorie du psychisme humain comme une production sociale « médiatisée et structurée par les systèmes des signes ». À la « théorie de l'excentration » de Alexis Léontiev dont la transmission est héréditaire, Vygotski, avec sa théorisation des fonctions psychiques supérieures, ajoute ou rajoute le caractère de transmission culturelle « grâce à la méthode génétique conçue comme une « histoire sociale » ».